# Eleccions municipals de 1999 a Madrid
Les eleccions municipals de 1999 es van celebrar a Madrid el diumenge 13 de juny, d'acord amb el Reial Decret de convocatòria de elecciones locals a Espanya disposat el 19 d'abril de 1999 i publicat al Butlletí Oficial de l'Estat el dia 20 d'abril. Es van escollir els 53 regidors del ple de l'Ajuntament de Madrid, a través d'un sistema proporcional (fórmula D'Hondt) amb llistes tancades i una barrera electoral del 5%.

## Resultats
La candidatura del Partit Popular (PP), encapçalada per l'alcalde José María Álvarez del Manzano, va obtenir una majoria absoluta amb 28 regidors (va perdre 2 respecte als comicis de 1995); la candidatura del Partit Socialista Obrer Espanyol (PSOE) encapçalada per Fernando Morán, amb 20 regidors, va recuperar vots i 4 regidors mentre que la candidatura d'Esquerra Unida, encapçalada per Inés Sabanés, amb 4 regidors, va experimentar una pèrdua de vots i de 4 regidors respecte a les eleccions anteriors. Els resultats complets es detallen a continuació:
| Candidatura                                              | Candidatura                                              | Vots      | %                     | Regidors              |
| -------------------------------------------------------- | -------------------------------------------------------- | --------- | --------------------- | --------------------- |
|                                                          | Partit Popular (PP)                                      | 734.921   | 49,48                 | 28                    |
|                                                          | Partit Socialista Obrer Espanyol (PSOE)                  | 534.700   | 36,00                 | 20                    |
|                                                          | Esquerra Unida Comunitat de Madrid (IU-CM)               | 128.731   | 8,67                  | 5                     |
| Els Verds (LV)                                           | Els Verds (LV)                                           | 10.462    | 0,70                  | 0                     |
| Els Verds-Grup Verd (LV-GV)                              | Els Verds-Grup Verd (LV-GV)                              | 8.974     | 0,60                  | 0                     |
| Unió Centrista-Centre Democràtic i Social (UC-CDS)       | Unió Centrista-Centre Democràtic i Social (UC-CDS)       | 6.653     | 0,45                  | 0                     |
| Aliança per la Unitat Nacional (AUN)                     | Aliança per la Unitat Nacional (AUN)                     | 3.500     | 0,24                  | 0                     |
| Unió Comunitat de Madrid (UCMA)                          | Unió Comunitat de Madrid (UCMA)                          | 2.658     | 0,18                  | 0                     |
| Partit Humanista (PH)                                    | Partit Humanista (PH)                                    | 1.906     | 0,13                  | 0                     |
| Partit Regional Independent Madrileny (PRIM)             | Partit Regional Independent Madrileny (PRIM)             | 1.695     | 0,11                  | 0                     |
| La Falange (FE)                                          | La Falange (FE)                                          | 1.580     | 0,11                  | 0                     |
| Partit Comunista dels Pobles d'Espanya (PCPE)            | Partit Comunista dels Pobles d'Espanya (PCPE)            | 1.488     | 0,10                  | 0                     |
| Falange Espanyola Independent (FE(I))                    | Falange Espanyola Independent (FE(I))                    | 1.208     | 0,08                  | 0                     |
| Partit de la Llei Natural (PLN)                          | Partit de la Llei Natural (PLN)                          | 1.188     | 0,08                  | 0                     |
| Tierra Comunera-Partido Nacionalista Castellano (TC-PNC) | Tierra Comunera-Partido Nacionalista Castellano (TC-PNC) | 1.099     | 0,07                  | 0                     |
| Acció Republicana (AR)                                   | Acció Republicana (AR)                                   | 860       | 0,06                  | 0                     |
| Partido Demócrata Español (PADE)                         | Partido Demócrata Español (PADE)                         | 790       | 0,05                  | 0                     |
| Vots en blanc                                            | Vots en blanc                                            | 43.021    | 2,90                  | n/a                   |
| Votos vàlids                                             | Votos vàlids                                             | 1.485.434 | 100,00                | 53                    |
| Vots nuls                                                | Vots nuls                                                | 8.656     | Participació: 60,04 % | Participació: 60,04 % |
| Votants                                                  | Votants                                                  | 1.494.090 | Participació: 60,04 % | Participació: 60,04 % |
| Electors                                                 | Electors                                                 | 2.488.296 | Participació: 60,04 % | Participació: 60,04 % |

## Regidors escollits
| No. | Nom                                             | Llista | Llista |
| --- | ----------------------------------------------- | ------ | ------ |
| 1   | José María Álvarez del Manzano López del Hierro |        | PP     |
| 2   | Fernando Morán López                            |        | PSOE   |
| 3   | María Mercedes de la Merced Monge               |        | PP     |
| 4   | María Cristina Narbona Ruiz                     |        | PSOE   |
| 5   | Juan Antonio Gómez-Angulo Rodríguez             |        | PP     |
| 6   | Ignacio del Río García de Sola                  |        | PP     |
| 7   | Matilde Fernández Sanz                          |        | PSOE   |
| 8   | María Tardón Olmos                              |        | PP     |
| 9   | Ignacio Díaz Plaza                              |        | PSOE   |
| 10  | Inés Sabanés Nadal                              |        | IU-CM  |
| 11  | María Dolores Flores Cerdán                     |        | PP     |
| 12  | Manuel García-Hierro Caraballo                  |        | PSOE   |
| 13  | Adriano García-Loygorri Ruiz                    |        | PP     |
| 14  | Elena de Utrilla Palombi                        |        | PP     |
| 15  | Isabel Vilallonga Elviro                        |        | PSOE   |
| 16  | Pedro Bujidos Garay                             |        | PP     |
| 17  | Joaquín García Pontes                           |        | PSOE   |
| 18  | María Jesús Fraile Fabra                        |        | PP     |
| 19  | Ruth Porta Cantoni                              |        | PSOE   |
| 20  | Sigfrido Herráez Rodríguez                      |        | PP     |
| 21  | Julio Misiego Gascón                            |        | IU-CM  |
| 22  | María Antonia Suárez Cuesta                     |        | PP     |
| 23  | Carlos López Rieño                              |        | PSOE   |
| 24  | Miguel Ángel Arauja Serrano                     |        | PP     |
| 25  | Fernando Sánchez Martín                         |        | PSOE   |
| 26  | Simón Viñals Pérez                              |        | PP     |
| 27  | Beatriz María Elorriaga Pisarik                 |        | PP     |
| 28  | Noelia Martínez Espinosa                        |        | PSOE   |
| 29  | Antonio Moreno Bravo                            |        | PP     |
| 30  | Rafael Simancas Simancas                        |        | PSOE   |
| 31  | Alberto López Viejo                             |        | PP     |
| 32  | Justo Calcerrada Bravo                          |        | IU-CM  |
| 33  | Marta María Rodríguez-Tarduchy Díez             |        | PSOE   |
| 34  | Eva Durán Ramos                                 |        | PP     |
| 35  | Fernando Martínez Vidal                         |        | PP     |
| 36  | Eugenio Morales Tomillo                         |        | PSOE   |
| 37  | María Begoña Larraínzar Zaballa                 |        | PP     |
| 38  | Felipe Carballo Ríos                            |        | PSOE   |
| 39  | María Carmen Rodríguez Flores                   |        | PP     |
| 40  | María Patrocinio Las Heras Pinilla              |        | PSOE   |
| 41  | María Nieves Sáez de Adana Oliver               |        | PP     |
| 42  | Gerardo del Val Cid                             |        | IU-CM  |
| 43  | José Fernández Bonet                            |        | PP     |
| 44  | Rafael Merino López-Brea                        |        | PSOE   |
| 45  | Carmen Torralba González                        |        | PP     |
| 46  | Manuel Conejero Melchor                         |        | PSOE   |
| 47  | María Dolores Navarro Ruiz                      |        | PP     |
| 48  | Carlos Izquierdo Torres                         |        | PP     |
| 49  | Alfredo Marchand Prados                         |        | PSOE   |
| 50  | Luis Asúa Brunt                                 |        | PP     |
| 51  | Silvia Escobar Moreno                           |        | PSOE   |
| 52  | Ángel Garrido García                            |        | PP     |
| 53  | María Luisa Castro Fonseca                      |        | IU-CM  |